# 1877-es nagy vasutassztrájk
Az 1877-es nagy vasutassztrájk, amelyet néha Nagy felfordulásnak is neveznek, július 14-én kezdődött a nyugat-virginiai Martinsburgban, miután a Baltimore and Ohio Railroad (B&O) egy éven belül harmadszor is csökkentette a béreket. Az 1877-es nagy vasutassztrájk volt az első olyan sztrájk, amely az Amerikai Egyesült Államok több különböző államára is kiterjedt. 52 nappal később ez a sztrájk végül véget ért, miután nem hivatalos milíciák, a Nemzeti Gárda és szövetségi csapatok leverték. A gazdasági problémák és a vasutak által a bérekre gyakorolt nyomás miatt számos más városban, New Yorkban, Pennsylvaniában és Marylandben, Illinois és Missouri államban is sztrájkba léptek a munkások. Becslések szerint 100 ember halt meg az országszerte kitört zavargásokban. Martinsburgban, Pittsburghben, Philadelphiában és más városokban a munkások felgyújtották és elpusztították mind a fizikai létesítményeket, mind a vasút gördülőállományát - mozdonyokat és vasúti kocsikat. Egyes helyi lakosok attól tartottak, hogy a munkások az 1871-es párizsi kommünhöz hasonló forradalomra készülnek, míg mások csatlakoztak a vasutak elleni erőfeszítéseikhez.
Abban az időben a munkásokat nem képviselték szakszervezetek. A városi és állami kormányokat nem hivatalos milíciák, a Nemzeti Gárda, szövetségi csapatok és a vasutak által szervezett magánmilíciák segítették, akik mind a munkások ellen harcoltak. A zavargások széles körben elterjedtek, és a sztrájkok csúcspontján mintegy 100 000 munkás támogatta a sztrájkokat. A szövetségi csapatok több helyen történő beavatkozásával a sztrájkok nagy részét augusztus elejére leverték. A munkások továbbra is azon dolgoztak, hogy szakszervezetekbe szerveződve jobb bérekért és feltételekért dolgozzanak. A társadalmi zavaroktól tartva sok városban fegyvertárakat építettek a helyi nemzetőrség egységeinek támogatására; ezek a védelmi célú épületek ma is jelképei az ebben az időszakban a munkásfelkelések elfojtására tett erőfeszítéseknek.
Mivel a közvélemény figyelmét a munkások bére és körülményei felkeltették, a B&O 1880-ban megalapította az Alkalmazottak Segélyegyletét, hogy haláleseti juttatásokat és némi egészségügyi ellátást biztosítson. A vállalat 1884-ben nyugdíjalapot hozott létre. Később további fejlesztéseket hajtottak végre.

## Az 1873-as pánik és a hosszú depresszió
Az Egyesült Államokban az 1873-as pénzügyi pánikkal kezdődő és 65 hónapig tartó hosszú depresszió az amerikai történelem leghosszabb gazdasági visszaesése lett, beleértve a későbbi, sokkal híresebb, 45 hónapos Nagy gazdasági világválságot az 1930-as években. A New York-i Jay Cooke bank csődjét gyorsan követte Henry Clews bankcsődje, és ez bankcsődök láncreakcióját indította el, átmenetileg lezárva a New York-i tőzsdét.:65
A munkanélküliség drámaian megnőtt, 1876-ra elérte a 14 százalékot, még többen voltak súlyosan alulfoglalkoztatottak, és a bérek összességében a korábbi szint 45 százalékára estek vissza. Amerikai vállalkozások ezrei mentek tönkre, több mint egymilliárd amerikai dollárnyi adósságot nem visszafizetve. 1873-1874 telén New Yorkban minden negyedik munkás munkanélküli volt.:167 Az új vasútvonalak országos építése az 1872-es 7500 mérföldről 1875-re mindössze 1600 mérföldre esett vissza, és csak a vas- és acéltermelés 45%-kal esett vissza.:167

## A sztrájk véget ér
Az 1877-es nagy vasutassztrájk kezdte elveszíteni lendületét, amikor Hayes elnök szövetségi csapatokat küldött városról városra. A sztrájkoló városokba a korábban a polgárháború utáni újjáépítés során alkalmazott déli szövetségi csapatokat is küldtek, hogy szétoszlassák a tömegeket. Ezek a délről érkező csapatok néhány héttel korábban éppen a louisianai államparlamentet őrizték. Azért küldték őket, hogy megállítsák mind a vasúti munkások, mind a sztrájkoló városok lakosainak lázadásait. A New York-i Buffalo, Syracuse és Albany városok lakói közül sokan csatlakoztak a vasúti munkások sztrájkjához, mert elegük volt abból, hogy városi utcáikat a vasúttársaságok használják. Az ezeken a városokon áthaladó vasutak gyakran nagyon veszélyesek voltak, és rengeteg problémát okoztak a városi vállalkozásoknak és a városlakóknak egyaránt. Még a vasutassztrájkolók és a feldúlt polgárok együttes erőfeszítései ellenére is a csapatok helytálltak a sztrájkolókkal szemben, és engedelmeskedtek a parancsnokaiktól kapott parancsoknak. Ez, valamint a sztrájkolók szórványos és szervezetlen lázadásai végül az 1877-es nagy vasutassztrájk bukásához vezettek. Ezek a csapatok sztrájkot sztrájk után törtek meg, mígnem körülbelül 45 nappal a kezdete után véget ért az 1877-es nagy vasutassztrájk. Egy politikai vezető vagy a felkelést támogató párt támogatásának hiánya okozta valójában a sztrájk erejének szétfoszlását is.

### Elsődleges források
- "The Great Strike", Harper's Weekly, August 11, 1877. (Catskill Archive)
- "The B&O Railroad Strike of 1877." The Statesman (Martinsburg, WV), July 24, 1877. (West Virginia Division of Culture and History)
- "Report of the Railroad Riots in July 1877". Lane S. Hart State Printer (1878. március 26.) online

### Népszerű történelem
- "Catholics and Labor Unionization", American Catholic History Classroom, The Catholic University of America; Overview, archives and primary documents
- “Great Railroad Strike of 1877” Britannica
- Illinois Museum of History